# Middlemount Airport
Middlemount Airport är en flygplats i Australien. Den ligger i kommunen Isaac och delstaten Queensland, omkring 680 kilometer nordväst om delstatshuvudstaden Brisbane. Middlemount Airport ligger 166 meter över havet.
Trakten runt Middlemount Airport är nära nog obefolkad, med mindre än två invånare per kvadratkilometer..
I omgivningarna runt Middlemount Airport växer huvudsakligen savannskog.  Genomsnittlig årsnederbörd är 825 millimeter. Den regnigaste månaden är januari, med i genomsnitt 154 mm nederbörd, och den torraste är augusti, med 17 mm nederbörd.